# Франсіско Кортес
Франсіско Кортес (ісп. Francisco Cortés Juncosa, 29 березня 1983) — іспанський хокеїст на траві.
Срібний призер Олімпійських Ігор 2008 року, учасник 2012, 2016, 2020 років.
Срібний призер Чемпіонату Європи 2007, 2019 років.
Бронзовий призер Чемпіонату світу 2006 року.
Переможець Трофею чемпіонів 2004 року, срібний призер 2008, 2011 років, бронзовий призер 2005, 2006 років.